# Gheorghe Popovici
Gheorghe Popovici (* 3. Mai 1935 in Chișinău, heute Moldawien) ist ein ehemaliger rumänischer Ringer. Er war Medaillengewinner bei Welt- und Europameisterschaften.

## Werdegang
Gheorghe Popovici kam Ende des Zweiten Weltkrieges nach Rumänien und wuchs in der Nähe von Lugoj auf. Als Jugendlicher begann er mit dem Ringen. Sein erster Verein war SC Vulturii Lugoj. Später wechselte er zu CFR Timișoara und beendete seine Karriere bei Dinamo Bukarest. Er trat in die Polizei ein und hatte dort, nachdem sich erste größere Erfolge auf nationaler Ebene eingestellt hatten, alle Freiheiten zum Training. Im Laufe seiner Karriere hatte er mehrere Trainer. Es waren dies Francisc Cocos, A. Finkelstein, I. Horvath u. V. Bati. Er rang fast ausschließlich im griechisch-römischen Stil.
Bereits 1951 wurde Gheorghe Popovici als 16-Jähriger in Bukarest in einem Länderkampf der rumänischen Nationalmannschaft gegen die DDR eingesetzt und gewann dabei im Weltergewicht gegen Huth nach Punkten.
1953 belegte er bei den Weltfestspielen der Jugend in Bukarest im freien Stil im Mittelgewicht hinter György Gurics aus Ungarn und Olympiasieger Dawit Zimakuridse aus der Sowjetunion den 3. Platz. Dasselbe Resultat erzielte er bei den Weltfestspielen der Jugend 1957 in Moskau im griech.-röm. Stil im Halbschwergewicht hinter Rostom Abaschidse, Sowjetunion und Krali Bimbalow, Bulgarien.
Im Jahre 1958 kam er erstmals bei einer internationalen Meisterschaft, der Weltmeisterschaft in Budapest zum Einsatz. Er belegte dabei im Halbschwergewicht (griech.-röm. Stil) einen hervorragenden 4. Platz. Bei den Olympischen Spielen 1960 in Rom erzielte er zunächst zwei Siege, verlor dann aber überraschend gegen den Franzosen Maurice Jaquel. Nach einer weiteren Niederlage gegen Giwi Kartosia aus der Sowjetunion musste er ausscheiden und landete auf dem 7. Platz.
Bei der Weltmeisterschaft 1961 in Yokohama gewann Gheorghe Popovici im Halbschwergewicht, griech.-röm. Stil, dann seine erste Medaille. Er belegte nach einem bemerkenswerten Unentschieden gegen den Türken Tevfik Kış den 3. Platz. Bei der Weltmeisterschaft 1962 in Toledo (Ohio) kam er im Mittelgewicht auf den 6. Platz und bei der Weltmeisterschaft 1963 in Helsingborg verpasste er mit dem 4. Platz wieder knapp eine Medaille.
Bei den Olympischen Spielen 1964 in Tokio siegte Gheorghe Popovici im Mittelgewicht über den US-Amerikaner Wayne Baugham und rang gegen den sowjetischen Sportler Walentin Olenik unentschieden. Nach einer Punktniederlage gegen Lothar Metz aus Rostock, der für die gesamtdeutsche Olympiamannschaft startete, schied er aber aus und belegte nur den 10. Platz.
Zum Abschluss seiner Karriere gewann er bei der Europameisterschaft 1967 in Minsk im Mittelgewicht noch einmal eine Bronzemedaille und erreichte bei der Weltmeisterschaft in Bukarest einen guten 5. Platz. Dabei blieb er in vier Kämpfen ungeschlagen. Er siegte dabei über Kenjirō Hiraki, Japan und Olsson, Schweden und rang gegen Walentin Olenik und Lothar Metz unentschieden, schied aber nach der 4. Runde aus, weil er 6 Fehlpunkte erreicht hatte.
Im Jahre 1966 schloss Gheorghe Popovici ein Sportstudium an der staatl. Sporthochschule ANEFS in Bukarest ab. Anschließend arbeitete er als Ringertrainer in verschiedenen Stationen.

## Internationale Erfolge
(OS = Olympische Spiele, WM = Weltmeisterschaft, EM = Europameisterschaft, GR = griech.-röm. Stil, F = freier Stil, Mi = Mittelgewicht (bis 1961 bis 79 kg, ab 1961 bis 87 kg Körpergewicht), Hs = Halbschwergewicht, (bis 1961 bis 87 kg, ab 1962 bis 97 kg Körpergewicht))
- 1953, 3. Platz, Weltfestspiele der Jugend in Bukarest, F, Mi, hinter György Gurics, Ungarn u. Dawit Zimakuridse, Sowjetunion;

- 1957, 1. Platz, Adria-Cup in Opatija, GR, Hs, vor Jiří Kormaník, Tschechoslowakei u. Bekir Büke, Türkei;

- 1957, 3. Platz, Weltfestspiele der Jugend in Moskau, GR, Hs, hinter Rostom Abaschidse, Sowjetunion u. Krali Bimbalow, Bulgarien;

- 1958, 4. Platz, WM in Budapest, GR, Hs, mit Siegen über Evangelos Frankiadakis, Griechenland, Boleslaw Sidorowics, Polen u. Maurice Jaquel, Frankreich u. Niederlagen gegen György Gurics u. Rune Jansson, Schweden;

- 1959, 1. Platz, Turnier in Split, GR, Hs, vor Ernst Ganssert, BRD, Rukavina, Jugoslawien u. Krali Bimbalow;

- 1960, 7. Platz, OS in Rom, GR, Hs, mit Siegen über Shunta Ishikura, Japan u. Eugen Wiesberger, Österreich u. Niederlagen gegen Maurice Jaquel u. Giwi Kartosia, Sowjetunion;

- 1961, 3. Platz, WM in Yokohama, GR, Hs, mit Siegen über Stig Persson, Schweden u. Shoji Murayama, Japan, Unentschieden gegen Tevfik Kış, Türkei u. Arkadi Tkatschow, Sowjetunion u. einer Niederlage gegen György Gurics;

- 1962, 1. Platz, "Iwan-Poddubny"-Turnier in Moskau, GR, Mi, vor Kirow, Sowjetunion u. Branislav Simić, Jugoslawien;

- 1962, 6. Platz, WM in Toledo (Ohio), GR, Mi, mit einem Sieg über Yacoub Abousalloum, Libanon, einem Unentschieden gegen Tevfik Kış u. einer Niederlage gegen Krali Bimbalow;

- 1963, 4. Platz, WM in Helsingborg, GR, Mi, mit Siegen über Maurice Jaquel u. Siegfried Neufang, DDR u. Niederlagen gegen Wlodzimierz Smolinski, Polen u. Tevfik Kis;

- 1964, 10. Platz, OS in Tokio, GR, Mi, mit einem Sieg über Wayne Baugham, USA, einem Unentschieden gegen Walentin Olenik, Sowjetunion u. einer Niederlage gegen Lothar Metz, Deutschland;

- 1965, 14. Platz, WM in Tampere, GR, Mi, nach Niederlagen gegen Tevfik Kış u. Petar Krumow, Bulgarien;

- 1967, 1. Platz, Turnier in Bukarest, GR, Mi, vor Ilflar Gararow, Sowjetunion, Sven Allan Olsson, Schweden u. Nicolae Neguț, Rumänien;

- 1967, 3. Platz, EM in Minsk, GR, Mi, mit Siegen über Günter Kowalewski, BRD u. Boleslaw Mackiewicz, Polen, einem Unentschieden gegen Wenko Tsintsarow, Bulgarien u. einer Niederlage gegen Tevfik Kış;

- 1967, 5. Platz, WM in Bukarest, GR, Mi, mit Siegen über Kenjirō Hiraki, Japan u. Sven Allan Olsson u. Unentschieden gegen Walentin Olenik u. Lothar Metz

## Rumänische Meisterschaften
Gheorghe Popovici wurde zwischen 1953 und 1968 dreizehnmal rumänischer Meister im griech.-röm. Stil im Welter-, Mittel- und Halbschwergewicht.